# Pagan Party
Pagan Party es el vigésimo tercer sencillo de la banda Mägo de Oz.
Se incluyó en Celtic Land pero no fue hasta su aparición en Celtic Land of Oz cuando la tomaron como sencillo. Es la típica fiesta pagana pero esta vez con una adaptación de la letra a inglés.

## Lista de canciones
| N.º | Título        | Duración |  |
| 1.  | «Pagan Party» | 5:08     |  |